# Jørn Lund
Jørn Lund (ur. 26 sierpnia 1944 w Astrup) – duński kolarz szosowy i torowy, brązowy medalista olimpijski oraz srebrny medalista mistrzostw świata.

## Kariera
Pierwszy sukces w karierze Jørn Lund osiągnął w 1969 roku, kiedy wspólnie z Jørgenem Emilem Hansenem, Leifem Mortensenem i Mogensem Freyem zdobył srebrny medal w drużynowej jeździe na czas podczas mistrzostw świata w Brnie. Jeszcze w tym samym roku zdobył indywidualnie srebrnym medal w wyścigu ze startu wspólnego na mistrzostwach krajów skandynawskich w duńskim Esbjerg. Na imprezach tego cyklu zdobył również dwa brązowe medale w drużynowej jeździe na czas w latach 1972 i 1974. Ostatni medal zdobył podczas igrzysk olimpijskich w Montrealu, gdzie wspólnie z Gertem Frankiem, Jørgenem Emilem Hansenem i Vernerem Blaudzunem wywalczył brązowy medal w drużynowej jeździe na czas. Brał także udział w igrzyskach w Monachium w 1972 roku, jednak drużyna duńska zajęła tam dopiero 11. miejsce. Trzykrotnie zdobywał medale szosowych mistrzostw Danii, jednak nigdy nie zwyciężył. Trzykrotnie również stawał na podium torowych mistrzostw kraju, w tym na najwyższym stopniu  w 1974 roku w drużynowym wyścigu na dochodzenie. Nigdy nie zdobył medalu na torowych mistrzostwach świata.